# Woestijnoorlogvoering
Woestijnoorlogvoering is het voeren van oorlog in een woestijnomgeving. In woestijnoorlogvoering kunnen de elementen soms gevaarlijker zijn dan de vijand zelf. Woestijngebied is het meest ongastvrije gebied voor troepen na koude gebieden.

## Belangrijke veldslagen in de woestijn
- Eerste Slag bij El Alamein
- Tweede Slag bij El Alamein
- Slag bij Asal Uttar
- Slag bij Longewala
- Slag bij Basantar
- Slag bij Maysaloun

## Belangrijke woestijnoorlogen
- Krimoorlog
- Indo-Pakistaanse Oorlog van 1965
- Indo-Pakistaanse Oorlog van 1971
- Jom Kipoeroorlog
- Iran-Irakoorlog
- Zesdaagse Oorlog
- Golfoorlog
- Tweede Golfoorlog